# Улица Артюхиной
У́лица Артю́хиной (до 1973 — 5-я улица посёлка Текстильщики) — улица в Юго-Восточном административном округе города Москвы на территории района Текстильщики, бывшая 5-я улица Текстильщиков. Пролегает от Одиннадцатой улицы Текстильщиков и пересекая Первую улицу Текстильщиков, улицу Юных Ленинцев, улицу Чистова заканчивается примыканием к улице Шкулёва. Нумерация домов начинается от Одиннадцатой улицы Текстильщиков.

## Происхождение названия
Названа 25 июня 1973 года в честь Александры Васильевны Артюхиной (1889—1969) — председателя ЦК Профсоюза рабочих хлопчатобумажной промышленности, директора ряда текстильных фабрик, Героя Социалистического Труда. Ранее — 5-я улица посёлка Текстильщики, по своему расположению в посёлке Текстильщики.

## Транспорт
Станции метро:
- «Волжская»
- «Текстильщики» (радиальная)
- «Текстильщики» (кольцевая)
- «Печатники» (радиальная)
- «Печатники» (кольцевая)

Железнодорожный транспорт:
- «Текстильщики» (D2)
- «Печатники» (D2)